# Paule Cloutier-Daveluy
Pour les articles homonymes, voir Daveluy.
Paule Cloutier-Daveluy (née à Ville-Marie le 5 avril 1919, morte le 29 octobre 2016,) est une femme de lettres et traductrice québécoise.
Elle est l'épouse d'André Daveluy (1911-2004), dit Monsieur Bricole.

## Biographie
Paule Cloutier-Daveluy, mieux connue sous le nom de plume de Paule Daveluy, est une écrivaine et traductrice québécoise. Madame Daveluy a complété des études en création littéraire (1960) et perfectionnement d'édition (1970) à l'Université de Montréal. Entre 1970 et 1990, elle s’implique dans plusieurs initiatives pour l’édification de la littérature jeunesse, contribuant notamment à la création de l’Association canadienne pour l’avancement de la littérature jeunesse. Elle dirige, de 1977 à 1989, la collection « Des deux solitudes - Jeunesse» aux éditions Pierre Tisseyre. Paule Daveluy fait aussi partie de nombreux comités liés au monde littéraire et à celui de la traduction.
En 1971, elle fonde avec la bibliothécaire Hélène Charbonneau auxquelles se joindra par la suite sa sœur, Suzanne Rocher, l'organisme Communication-Jeunesse avec pour but de stimuler et de promouvoir la littérature jeunesse québécoise,.
Paule Daveluy est récipiendaire de nombreuses distinctions pour son travail d'auteure dans la littérature de jeunesse, mais aussi pour l'ensemble de son œuvre en traduction. En 2003, une biographie de l'auteure parait aux Éditions Pierre Tisseyre : Paule Daveluy ou la passion des mots (cinquante ans au service de la littérature de jeunesse).
Le fonds d'archives de Paule Daveluy (MSS477) est conservé au centre BAnQ Vieux-Montréal de Bibliothèque et Archives nationales du Québec.
Paule Cloutier-Daveluy est membre d'honneur de l'Union des écrivaines et des écrivains québécois.

## Publications
Nouvelles
- Conciergerie, dans : Trois nouvelles, Fides, 1950
- Les Guinois : chroniques de la maison heureuse, De l'Atelier, 1957
- Pas encore seize ans, éd. Paulines, coll. Lectures VIP, 1982
- Et la vie par devant, éd. Paulines, coll. Lecture VIP, 1984

Romans
- Chérie Martin, De l'Atelier, 1957
- L'été enchanté, éd. Jeunesse, coll. Vent d'avril, 1958
- Drôle d'automne, Québec/Amérique, 1961, 1967
- Sylvette et les adultes, Québec/Amérique, 1962, 1992
- Sylvette sous la tente bleue, Québec/Amérique, 1962, 1964, 1993
- Cet hiver-là, éd. Jeunesse, coll. Vent d'avril, 1967
- Une année du tonnerre, éd. Fides, 1977, 2 vol.
- Cinq filles compliquées, réédition Scholastic-TAB, 1980
- Un coq, un mur, deux garçons, éd. Pierre Tisseyre, 1985
- Rosanne, Boucherville, 1996, 4 vol.

Essai
- Création culturelle pour la jeunesse et identité québécoise, textes de la rencontre de 1972, Communication-Jeunesse, Leméac, coll. Dossiers, 1973

Traductions
- Manuel complet de bricolage, Reader's Digest, 1974 (en collaboration avec son époux, André Daveluy)
- Guide de la couture pratique et créative, 1976 (en collaboration avec sa fille)
- Lucy Maud Montgomery, Émilie de la Nouvelle Lune 3, éd. Pierre Tisseyre, 1989  (ISBN 2890513742)
- William Bell, Shan Da et la cité interdite, 1991  (ISBN 2890514447)

## Distinctions
- 1958 - Concours littéraire ACELF
- 1972 - Prix Michelle-Le Normand
- 1980 - Certificat d'honneur de l'Union internationale pour les livres de jeunesse.
- 1985 - Prix Claude-Aubry
- 1987 - Prix Fleury-Mesplet pour l'ensemble de son œuvre de traduction.
- 1999 -  Chevalier de l'Ordre national du Québec[8]